# معركة قاقون (1948)
معركة قاقون (1948)، معركة وقعت بين عصابات الإرغون من جهة و المقاومون من أهل القرية والجيش العراقي من جهة في قرية قاقون شمال غرب مدينة طولكرم في 4 و 5 يونيو (حزيران) عام 1948

## ما قبل المعركة
في النصف الأول من عام 1948 وقبل وصول الجيش العراقي للقرية ، حدثت عدة اشتباكات بين سكان القرية الذين كانو مسلحين ب55 بندقية ورشاشة مع العصابات الصهيونية واسفرت المناوشات في الاجمالي عن مقتل 3 في صفوف المجاهدين ويتم التصدي اليها ، في 6 مارس (آذار) 1948 ، شهدت القرية غارة من قبل عصابة الإرغون وفي 7 مارس 1948 ، أصدر بيان من المجاهدين بقيام وحدة من العصابات باطلاق قنابل يدوية الصنع نتج عنها أصابة سيدتين من القرية ، ومحاولة هجوم الوحدة على القرية لم ينجحو في ذلك ، وبعد ذلك التحمت العصابات الصهيونية و الجيش العراقي في مدينة طولكرم بعد انسحاب الجيش العراقي من معركة غيشر الواقعة بالقرب من نيسان ، لتنتقل المعركة بعد ذلك الى القرية

## التسلسل الزمني للمعركة
في 4 يونيو (حزيران )1948 ،و قبل أول الهدنة في حرب بدأت استعدادات الجيش الصهيوني بتجمع الاليات العسكرية وتحركها اُبلغ الجيش العراقي بتلك الاستعدادات من قبل سكان القرية ، في الخامسة والنصف مساءًا قصفت الكتيبة الثالثة التابعة للواء ألسكندروني القرية بمدافع الهاون مباشرةً ليُقتل 10 من سكان القرية ويصاب 10 آخرون ، قُوبل القصف بهجوم من القوات العراقية التي كانت متمركزة في ثلاث خطوط من الخنادق شمال القرية،استمر القصف المدفعي حتى الثانية صباحًا ، ليقترب بعدها الجيش الصهيوني من سهل قرب القرية محتمي بالساتر الترابي للسكة الحديد دون وقوع اصابات في صفه ، ويشتبك مع مقاومين القرية بينما خرجت نساء القرية لتحتمي بالقرب منها ، في الساعة التاسعة صباح يوم 5 يونيو (حزيران) 1948 ، استطاع الجيش الصهيوني دخول القرية ، حاول سكان القرية للحصول على مساعدة من سكان القرى المجاورة لكن لم يتمكن أحد من الوصول للقرية للنجدة بسبب اعلان الجيش العراقي بحظر تخطي الخط الحديدي الى الغرب في يوم 4 يونيو (حزيران) ، عند اقتراب استيلاء الجيش الصهيوني على القرية بسبب عدم صدور الأوامر من القيادة للجيش العراقي باحتياز الخط المحدد ، تحركت بعض وحدات الجيش العراقي لصد الهجوم ولكنها لم تنجح في ذلك واستمرت بالقصف المدفعي
اُستخدمت القنابل اليدوية والأسلحة البيضاء مثل الحراب والسكاكين، استمرت المعركة لساعات حتى النهار أسفرت عن مقتل الكتيبة العراقية بالكامل وكان عددها 450 ،و12 قتيل من جيش العصابات ،بينما قُتل 40 رجلاً من القرية، استمرت معركة قاقون عدة أيام ، وتم احتلال القرية رسميّا في 5 يونيو (حزيران) 1948 ، تم اقتراح اخلاء القرية من قِبل أحد مسؤولي الصندوق القومي اليهودي بعد يومين من الاستيلاء عليها ، لكنها لم تُخلى القرية من سكانها حتى يوليو (تموز) 1949